# Saint-Sylvestre-Pragoulin
Saint-Sylvestre-Pragoulin là một xã trong tỉnh Puy-de-Dôme, thuộc vùng hành chính Auvergne-Rhône-Alpes của nước Pháp, có dân số là 1079 người (thời điểm 1999).

## Nhân khẩu học
| 1962 | 1968 | 1975 | 1982 | 1990  | 1999  |
| ---- | ---- | ---- | ---- | ----- | ----- |
| 746  | 826  | 893  | 982  | 1 102 | 1 079 |